# The Vanguard Group
The Vanguard Group, Inc. (poznatiji kao jednostavno Vanguard), američki je registrirani investicijski fond sa sjedištem u Malvernu, u Pennsylvaniji s oko 7,7 trilijuna dolara međunarodne imovine pod upravljanjem, od travnja 2023. To je najveći pružatelj zajedničkih fondova i drugi najveći pružatelj fondova kojima se trguje na burzi (ETF) u svijetu nakon BlackRockovog iSharesa. Osim uzajamnih fondova i ETF-ova, Vanguard nudi brokerske usluge, usluge obrazovnog računa, financijsko planiranje, upravljanje imovinom i usluge povjerenja. Nekoliko uzajamnih fondova kojima upravlja Vanguard rangirani su na vrhu popisa američkih uzajamnih fondova po imovini pod upravljanjem. Uz BlackRock i State Street Corporation, Vanguard se smatra jednim od triku velikih upravitelja indeksnih fondova koji imaju dominantnu ulogu u korporativnoj Americi.
Osnivač i bivši predsjednik John C. Bogle zaslužan je za nastanak prvog indeksnog fonda dostupnog pojedinačnim ulagačima te je bio zagovornik i glavni pokretač jeftinog ulaganja pojedinaca, iako je Rex Sinquefield također zaslužan s prvim indeksnim fondom otvorenim za javnost nekoliko godina prije Boglea.
Vanguard je u vlasništvu fondova kojima upravlja tvrtka i stoga je u vlasništvu svojih klijenata. Vanguard nudi dvije klase većine svojih fondova: ulagačke dionice i admiralske dionice. Admiralske dionice imaju nešto niže omjere troškova, ali zahtijevaju veća minimalna ulaganja, često između 3000 i 100 000 američkih dolara po fondu. Sjedište Vanguarda je u Malvernu, predgrađu Philadelphije. Ima satelitske urede u Charlotteu u Sjevernoj Karolini, Dallasu u Teksasu, Washingtonu D.C. i Scottsdaleu u Arizoni. Tvrtka također ima urede u Kanadi, Australiji, Aziji i Europi.